# Бритайське водосховище
 Брита́йське водосховище  — середнє руслове водосховище на річці Бритай, розташоване у Лозівському і Близнюківському районах Харківської області.
- Водосховище побудовано в 1935 році по проекту інституту «Харківдіпротранс».
- Призначення — технічне водопостачання залізничного вузлу Лозівського відділення Південної залізниці, рекреація.
- Вид регулювання — багаторічне.

## Основні параметри водосховища
- нормальний підпірний рівень — 115,66 м;
- форсований підпірний рівень — 116,95 м;
- рівень мертвого об'єму — - м;
- повний об'єм — 8,20 млн м³;
- корисний об'єм — 7,50 млн м³;
- площа дзеркала — 287 га;
- довжина — 5,50 км;
- середня ширина — 0,44 км;
- максимальні ширина — 0,75 км;
- середня глибина — 2,85 м;
- максимальна глибина — 7,00 м.

## Основні гідрологічні характеристики
- Площа водозбірного басейну — 220 км².
- Річний об'єм стоку 50 % забезпеченості — 9,09 млн м3.
- Паводковий стік 50 % забезпеченості — 5,06 млн м3.
- Максимальні витрати води 1 % забезпеченості — 118 м3/с.

## Склад гідротехнічних споруд
- Глуха земляна гребля довжиною — 660 м, висотою — 11,7 м, шириною — 8 м.
- Береговий багатоступінчатий бутобетонний водоскид з автодорожним мостом. Розрахункова витрата — 118, м3/с. Ширина підвідного каналу — 32,0 м. Загальна довжина водоскиду — 90 м. Кількість сходинок — 9 шт., довжина сходинок — 9 м.
- Донний водоспуск відсутній.

## Використання водосховища
Водосховище використовувалось для водопостачання залізничної станції Лозова Південної залізниці. Подача води здійснювалась по 2-м сталевим трубопроводам на відстань 9,31 км.